# ザ・フォール・オブ・トロイ
ザ・フォール・オブ・トロイ（The Fall of Troy）は、アメリカ合衆国ワシントン州を拠点に活動しているポスト・ハードコア・バンドである。

## 特徴
バンドは、トーマス・エラック（ボーカル、ギター）、ジョン＝ヘンリー・バッツ（ボーカル、ベース）、アンドリュー・フォースマン（ドラム）の3人構成。
スクリームのパートがありセイオシンなどのファンが好んで聴くこともあり、当初はスクリーモ・バンドとしての認識が高かった。しかし、キング・クリムゾンなどのプログレッシブ・ロック、ブラッド・ブラザーズなどのポスト・ハードコアの影響が垣間見え、様々なジャンルの要素を取り入れたより実験的なサウンドを特徴とする。近年ではプログレッシブ・ロック・バンドとしてカテゴリされている。

## 略歴
2002年、ザ・サーティ・イヤーズ・ウォーのバンド名で結成。『Martyrs Among the Casualties』と『Live at the Paradox』という2枚のEPをリリースする。セカンド・ギターを務めていたマイク・ムンローの脱退によりザ・フォール・オブ・トロイと改名。
2003年3月、ジョエル・M・ブラウンのプロデュースによりファースト・アルバム『The Fall of Troy』をレコーディング。学校の春休みを利用したわずか1週間で仕上げる。その当時メンバー全員17歳であった。同年11月4日、Lujo Recordsよりアルバム『The Fall of Troy』をリリース（2006年8月22日、イコール・ヴィジョン・レコードより再発）。
2004年、自主制作でEP『Ghostship Demos』をリリース。ボーカル、キーボード・パートなしの全5曲。収録曲「Macaulay McCulkin」は、後にアルバム『ドッペルゲンガー』に再録されることとなる。
2005年3月、セカンド・アルバム『ドッペルゲンガー』をレコーディング。同年8月16日、イコール・ヴィジョン・レコードよりリリース。
2006年4月30日、アメリカ、オハイオ州コロンバスのザ・ベースメントでのライブの最後に突然の解散宣言。しかし、最終的には解散せず、後のインタビューでエラックはちょっとした冗談だったと語ったが、その真相は不明。同年12月、マイナス・ザ・ベアー、ボッチ、パール・ジャム、マストドンなどのプロデュース経験を持つマット・ベイルスのプロデュースにより、サード・アルバム『Manipulator』をレコーディング。2007年5月1日、イコール・ヴィジョン・レコードよりリリース。
2007年11月、ベース兼ボーカルを担当していたティム・ワードがコヒード・アンド・カンブリアとのツアー中に脱退。新しく「...Of Stalwart Fads」のフランク・エネがベース兼ボーカルとして加わった。
2008年11月28日、イコール・ヴィジョン・レコードよりEP『Ghostship Demos』を元に再編成した8曲からなるEP『Phantom on the Horizon』をリリース。
2009年10月6日、イコール・ヴィジョン・レコードより4枚目のアルバム『In the Unlikely Event』をリリース。このアルバムではデフトーンズなどのプロデューズなどで知られるテリー・デイトをプロデューサーに迎えた。
2010年2月、春のツアーを最後に解散を発表。
2013年12月27日から29日までの3日間でこれまでのアルバムを完全再現するオリジナル・メンバーによる再結成ライブを行うとフェイスブック上で発表。再結成を果たし、その後も活動を続けている。

## サイド・プロジェクト
メタルコア・バンド、ザ・ナンバー・トゥウェルヴ・ルックス・ライク・ユーとサイド・プロジェクトとして『スピリットEP』のレコーディングを予定していたが、アイボール・レコードとイコール・ヴィジョン・レコードの間で折り合いがつかず、エラックとザ・ナンバー・トゥウェルヴ・ルックス・ライク・ユーのアレクシス・パレハが曲を書き上げているにもかかわらずプロジェクト自体が白紙の状態となっている。

## バンド名の由来
学校の歴史の教科書をランダムに開きながら単語を拾い全員が納得する名前が出てくるまで何度も繰り返すという方法で、ザ・フォール・オブ・トロイというバンド名に決まった。そのためバンド名に深い意味はなく、歴史上の出来事の単語の組み合わせである。なお前身のバンドであるサーティ・イヤーズ・ウォーのバンド名を考えた時もこの方法であった。
なお、アルバム『ドッペルゲンガー』の収録曲にその名前が使われたトム・ウェイツにも、映画『デッドマン・ウォーキング』に提供された「The Fall Of Troy」という楽曲がある。

## メンバー

### 現在のメンバー
- トーマス・エラック (Thomas Erak) – ボーカル、ギター、キーボード、パーカッション (2002年–2010年, 2013年– )、ベース (2019年–2020年)
- アンドリュー・フォースマン (Andrew Forsman) – ドラム、キーボード、パーカッション (2002年–2010年, 2013年– )
- ジョン＝ヘンリー・バッツ (Jon-Henry Batts) – ベース、ボーカル (2020年– 、ツアー 2019年–2020年)

### 旧メンバー
- ティム・ワード (Tim Ward) – ベース、ボーカル (2002年–2007年、2013年–2019年)
- フランク・エネ (Frank Ene) – ベース、ボーカル (2007年–2010年)

## ディスコグラフィ

### スタジオ・アルバム
- The Fall of Troy (2003年、Lujo)
- 『ドッペルゲンガー』 - Doppelgänger (2005年、Equal Vision)
- Manipulator (2007年、Equal Vision)
- In the Unlikely Event (2009年、Equal Vision)
- OK (2016年)
- Mukiltearth (2020年)

### EP
- Ghostship Demos (2004年)
- Phantom on the Horizon (2008年、Equal Vision)